# زرنو
زرنو (به آلمانی: Serno) یک منطقهٔ مسکونی در آلمان است که در کسویگ واقع شده‌است. زرنو ۴۴۳ نفر جمعیت دارد.